# Могила, Моисей
Моисей Могила или Moise Movila, молд. Моисе Мовилэ; 1596—1661) — господарь Молдавского княжества с 29 апреля 1630 по 5 декабря 1631 года и с 25 июня 1633 по апрель 1634 года. Последний представитель династии Могил, занимавший господарский престол Молдавии.

## Жизнеописание
Моисе был сыном господаря Молдавии и Валахии Симиона Могилы и братом Михаила Могилы.
Получил право на молдавский престол от Османской империи посредством интриг и взяток. В апреле 1630 года турецкое правительство отстранило от престола молдавского господаря Александра V Басараба и назначило новым господарем Моисе Могилу, который проводил пропольскую политику.
В декабре 1631 года Моисе Могила был свергнут и изгнан турецким ставленником Александром IV Ильяшем (1631—1633). В апреле 1633 году молдавские бояре изгнали Александра Ильяша и избрали господарем боярина Мирона Барнавского-Могилу, племянника Моисе. Однако уже в июне 1633 года турки обвинили молдавского господаря Мирона Барновского в измене и отстранили его от престола. 2 июля 1633 года Мирон Барновский был казнён в Стамбуле. Моисе Могила вторично был назначен господарем Молдавии. Подавил заговор бояр под руководством Василия Лупу.
Молдавский господарь Моисе Могила, подозреваемый Портой в пропольских настроениях, был смещён с престола в апреле 1634 году в результате интриг Василия Лупу. Моисе Могила бежал в Польшу, где умер в 1661 году.